# ميكايل أغريكولا
ميكايل أغريكولا (Mikael Agricola؛ برنايا، 1509 - أوسيكيركو، 9 أبريل 1557) رجل دين يعتبر مؤسس اللغة الفنلندية المكتوبة ومن أشد المؤيدين لحركة الإصلاح البروتستانتي في السويد (تشمل فنلندا). يـُلقب غالباً ب«أبي اللغة الفنلندية المكتوبة». عـُين أغريكولا بمنصب أسقف توركو سنة 1554 دون لبموافقة البابوية. ونتيجة لذلك، بدأ إصلاح الكنيسة الفنلندية (لاحقاً جزء من الكنيسة السويدية) على النهج اللوثري. ترجم العهد الجديد وكتاب الصلاة وتراتيل والقداس إلى الفنلندية، فوضع من خلال عمله هذا القواعد الإملائية التي هي أساس من التهجأة الفنلندية الحديثة. أكثر ما يلفت النظر في عمله الكبير أنه أنجز في ثلاث سنوات فقط[بحاجة لمصدر]. توفي فجأة بينما كان عائداً من رحلة تفاوض على معاهدة مع الروس.

## السيرة

### النشأة
ولد ميكائيل أولافينبويكا (أي «ابن أولافي») في أوسيما في قرية تورستيلا في برنايا، وفنلندا، وحوالي عام 1510. وعين بعد قديس كنيسة برنايا. تاريخ ولادته بالضبط، مثل معظم تفاصيل حياته، غير معروف. وكانت عائلته عائلة ثرية جدا الفلاحين وفقا لمحاسبة مأمور المحلي. وقال إنه ثلاث شقيقات، ولكن لا يعرف أسماءهم. بلدة المعلمين المعترف بها على ما يبدو استعداده للغات وبارتولوميوس رئيس الجامعة له ارسله إلى فيبوري للمدرسة لاتينية وبعض التدريب بريسلي، حيث حضر مدرسة دسيدريوس إراسموس.

### أغريكولا طالباً
عند دراسته في فيبوريٍ لـُقـّب بأغريكولا («المزارع») ؛ الألقاب استنداً إلى صفة ومهنة والد أحدهم كانت شائعة بالنسبة للجيل الأول من العلماء آنذاك. ربما في فيبوريٍ اطلع لأول مرة على الإصلاح والإنسانية. حكم قلعة فيبوريٍ الكونت الألماني، يوهان، الذي كان يخدم لدى ملك السويد غوستاف الأول. كان الكونت مؤيداً من الإصلاح، قدموا بالفعل خدمات لوثرية.
في 1528 تبع أستاذه إلى توركو، وسط الجانب الفنلندي من الممكلة السويدية وعاصمة الأبرشية، حيث أصبح الكاتب في مكتب المطران مارتينوس سكيتي '. بينما في توركو التقى مارتن لوثر 'أول الفنلندية طالب بيتروس ساركيلهتي، الذين ينشرون بشغف فكرة الإصلاح. توفي في ساركيلهتي 1529، وكان ما يصل إلى أغريكولا لمواصلة عمله. ونال السيامة الكهنوتية لحوالي 1531.
في 1536 أرسلت مطران توركو له للدراسة في فيتنبيرغ في ألمانيا. وركز على المحاضرات من فيليب ملانكتون، الذي كان خبيرا في اليونانية، واللغة الأصلية للالعهد الجديد. في فيتنبرغ درس تحت لوثر. حصل على توصيات لغوستاف فاسا من كل من الإصلاحيين. وبعث رسالتين إلى غوستاف، مطالبين بالحصول على تأكيد لالراتب. اشترى عندما جاء تأكيد والكتب (على سبيل المثال، الأعمال الكاملة للأرسطو). في 1537 بدأ ترجمة »العهد الجديد« إلى اللغة الفنلندية.

## روابط خارجية
- ميكايل أغريكولا على موقع الموسوعة البريطانية (الإنجليزية)
- ميكايل أغريكولا على موقع ميوزك برينز (الإنجليزية)
- ميكايل أغريكولا على موقع ديسكوغز (الإنجليزية)